# Otto-Hahn-Schule (Frankfurt am Main)
Die Otto-Hahn-Schule (oftmals mit OHS abgekürzt) ist eine Kooperative Gesamtschule in Frankfurt am Main-Nieder-Eschbach. Mit ungefähr 1.450 Schülern ist sie eine der größten Schulen Frankfurts.

## Schulprofil
Als kooperative Gesamtschule mit naturwissenschaftlichem Profil spricht sie in allen Schulzweigen insbesondere naturwissenschaftlich interessierte Kinder an. Unter einer Leitung vereinigt sie ein Gymnasium mit gymnasialer Oberstufe (G9), Haupt- und Realschule sowie eine Förderstufe der Klassen 5 und 6. Die Jahrgangsstufen 5/6, 7/8, 9/10 sowie die gymnasiale Oberstufe haben jeweils eigene Stufenleiter.
Als Fremdsprachen werden Englisch, Französisch, Latein und Spanisch angeboten.
Je nach eingeschlagenem Bildungszweig können Hauptschulabschluss, Realschulabschluss und Abitur erworben werden. Mit dem Abitur kann in einem freiwilligen Kurs das Cambridge-Zertifikat erworben werden. Das kooperative Schulsystem der Otto-Hahn-Schule ermöglicht bei entsprechenden Leistungen einen schulinternen Wechsel beziehungsweise eine Fortsetzung der eingeschlagenen Schullaufbahn.
Sowohl die Schul- als auch die Stadtteilbibliothek sind in das Schulgelände integriert. Somit ist den Schülern ein breiter Medienzugang möglich.
Es gibt verschiedene Arbeitsgemeinschaften, vor allem in MINT-Fächern, Musik, Kunst und Sport. Als Schule im „Ganztagsprofil II“ verfügt sie über eine Mensa, die auch warme Küche anbietet.

## Lage
Das campusähnliche Schulgelände liegt in einem Wohngebiet am Urseler Weg, einer Nebenstraße der Homburger Landstraße, in unmittelbarer Nähe der U-Bahn-Strecke Heddernheim-Gonzenheim (U2).

## Gebäude
Die OHS verfügt über sechs Gebäudeteile A bis F in drei Gebäuden, wobei Gebäude D und F einzeln stehen und A, B, C und E in einem Gebäude vereint sind, die jeweils verschiedene Klassenstufen und verschiedene Schulformen beherbergen. Gebäude A dient der Verwaltung, Stadtteilbücherei und Schulbibliothek sind im Gebäude C untergebracht.
Auf dem Schulgelände befinden sich zwei große Sporthallen mit zwei bzw. drei Feldern und ein Sportplatz mit Aschenbahn, Sprunggrube und Rasenfeld. Die Sportanlagen dienen auch den Sportvereinen im Stadtteil als Übungseinrichtungen.
2017 beschloss die Stadtverordnetenversammlung im Rahmen des Aktionsplans Schule eine Erweiterung der Otto-Hahn-Schule. Bauteil B soll saniert, die Gebäudeteile A und D aufgrund der geplanten Erweiterung um zwei Gymnasialzüge durch Neubauten ersetzt werden. Zudem ist eine der beiden Turnhallen sanierungsbedürftig. Die Baukosten werden auf 12 Millionen Euro geschätzt, ohne die Turnhallensanierung. Die Bauarbeiten sollten im Februar 2018 beginnen und 2022 abgeschlossen sein, werden sich aber voraussichtlich verzögern.

## Geschichte
1969 gründete der Kreis Friedberg für die damals noch selbständigen Gemeinden Nieder-Eschbach und Ober-Erlenbach eine Mittelpunktschule. Sie wurde 1970 auf Initiative der Gemeinde nach dem in Frankfurt geborenen Nobelpreisträger Otto Hahn benannt. Die Namensgebung sollte auf den naturwissenschaftlichen Schwerpunkt der Schule hinweisen. Die Schule umfasste zunächst eine Förderstufe, einen Hauptschulzweig und einen Realschulzweig. Das Einzugsgebiet erweiterte sich 1970 um die Gemeinde Harheim, 1971 um Ober-Eschbach.
Nach der Eingemeindung 1972 wurde die Stadt Frankfurt am Main neuer Schulträger. Zum Einzugsgebiet gehörten nunmehr die fünf nördlichen Frankfurter Stadtteile; außer Nieder-Eschbach und Harheim kamen Nieder-Erlenbach, Bonames und Kalbach hinzu. 1974/75 und 1976/77 erweiterte die Stadt den Gebäudekomplex um jeweils einen Neubauabschnitt. Zum Schuljahrsbeginn 1975/76 wurde die Otto-Hahn-Schule zur „schulformbezogenen Gesamtschule“ mit einem Gymnasialzweig für die Jahrgangsstufen 5 bis 10 (Sekundarstufe I).
1993 beschloss die Stadtverordnetenversammlung die Erweiterung um eine gymnasiale Oberstufe, deren Einrichtung das hessische Kultusministerium zum Schuljahr 1995/96 genehmigte. Seit 2004 gibt es neben der Förderstufe auch Gymnasialklassen der Jahrgänge 5 und 6. Damit ist die Otto-Hahn-Schule neben der Schule am Ried in Bergen-Enkheim die einzige Schule in Frankfurt, die alle allgemeinbildenden Schullaufbahnen anbietet.
Von 2005 bis 2011 war die Gymnasialzeit in Hessen auf acht Schuljahre verkürzt (G8). Zum Schuljahr 2011/12 kehrte die Otto-Hahn-Schule als erstes Gymnasium in Frankfurt wieder zum neunjährigen Gymnasium G9 zurück.